# دیوید رایس (تنیس‌باز)
دیوید رایس (انگلیسی: David Rice؛ زاده ۱ ژانویهٔ ۱۹۸۹) یک تنیس‌باز اهل بریتانیا است.